# Elizabeth Raffald
Elizabeth Raffald (Doncaster, 1733 ... – Stockport, 19 aprile 1781) è stata una scrittrice inglese ricordata principalmente per il suo The Experienced English Housekeeper (1769).

## Biografia
Nata e cresciuta a Doncaster, nello Yorkshire, Raffald lavorò come domestica per quindici anni prima di diventare la governante per i baronetti di Warburton presso la magione di Arley Hall, che si trova nel Cheshire. Dopo aver sposato John, capo giardiniere della villa, lei abbandonò il suo impiego e si trasferì con l'amante a Manchester, dove iniziò a vendere alimenti, operare in un ufficio dedicato ai domestici in cerca di lavoro, e gestre una scuola di cucina.
Nel 1769, Raffald pubblicò il suo libro di cucina The Experienced English Housekeeper, del quale verranno pubblicate quindici edizioni ufficiali e ventitré non ufficiali. L'opera contiene una delle prime ricette della Eccles cake, di cui Raffald è considerata l'inventrice, e della Bride cake, importante antesignana delle odierne torte nuziali. Inoltre, The Experienced English Housekeeper avrebbe ispirato altri scrittori gastronomici come Isabella Beeton, Elizabeth David, e Jane Grigson.
Durante il mese di agosto del 1772, Raffald pubblicò un elenco di 1.505 commercianti e leader civici di Manchester intitolato The Manchester Directory. Si tratta del primo elenco di questo tipo pubblicato a Manchester, che stava allora vivendo un momento di grande espansione.
I Raffald continuarono a gestire due importanti sedi postali a Manchester e Salford prima di incorrere in seri problemi finanziari forse causati dall'alcolismo di John. Raffald avviò un'attività di vendita di frutta e bevande calde durante la stagione delle fragole.
Elizabeth Raffald spirò a Stockport nel 1781, subito dopo aver pubblicato la terza edizione del Directory, e mentre stava ancora aggiornando l'ottava ristampa del suo libro di cucina.

## Opere
- The Experienced English Housekeeper, 1769
- The Manchester Directory, 1772